# Guerra da Sucessão de Landshut
A Guerra da Sucessão de Landshut resultou de um acordo entre os ducados da Baviera-Munique (em alemão:  Bayern-München) e da Baviera-Landshut (Bayern-Landshut), sobre a sucessão nos respetivos territórios. Estes dois ducados, que eram governados por ramos diferentes da Casa de Wittelsbach, tinham acordado que, em caso de extinção da linha masculina num dos ducados, o outro herdaria ambos os territórios.
Este acordo desrespeitava a Lei Imperial, que estipulava que o Sacro Imperador Romano-Germânico deveria herdar um estado do Império caso a linha sucessória masculina se extinguisse.
Ora Jorge, duque da Baviera-Landshut e a sua mulher Edviges Jagelão não tiveram filhos varões, pelo que o Duque nomeou a sua filha Isabel da Baviera-Landshut como sua herdeira.

## A guerra

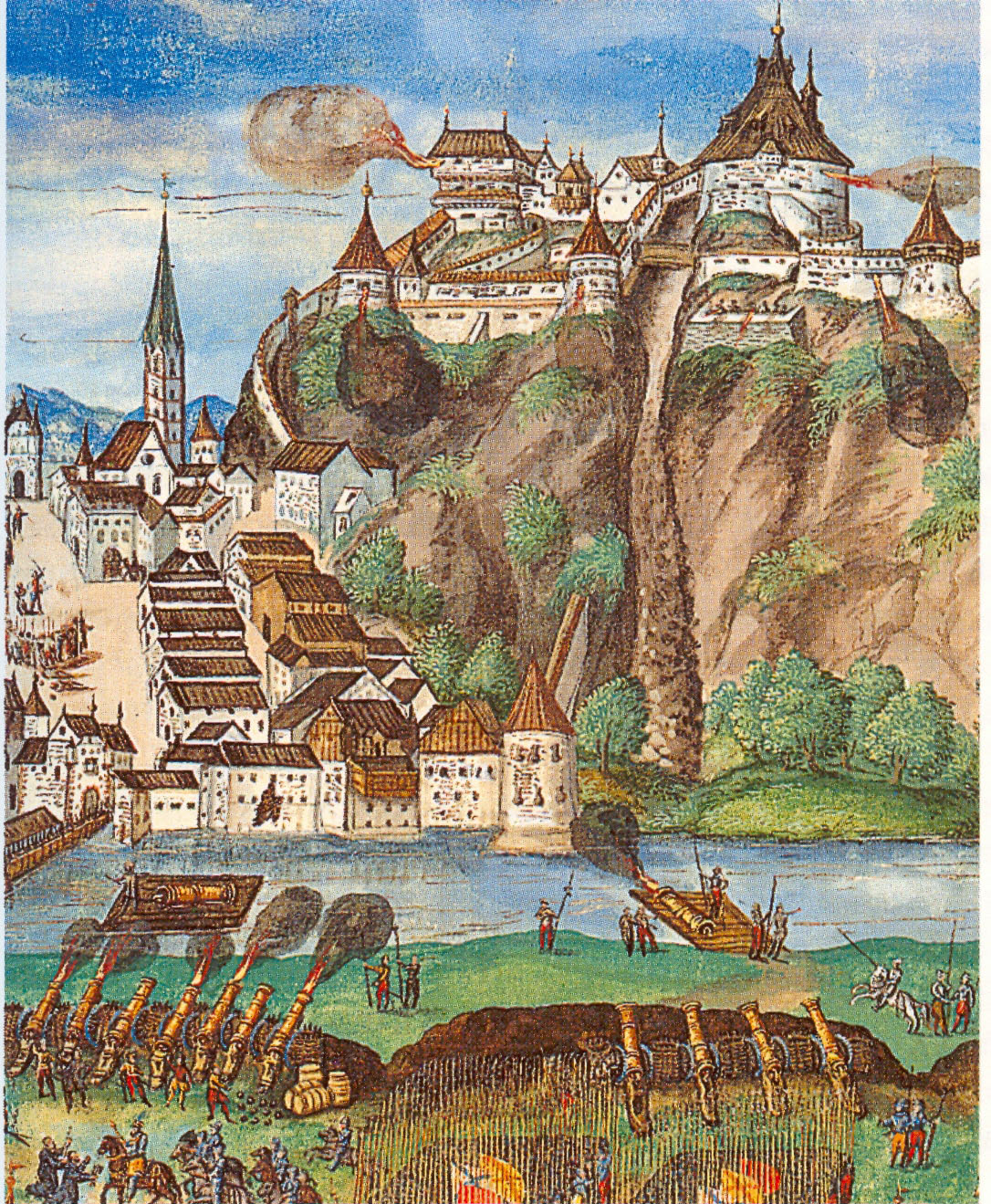
Kufstein: Cerco pelas tropas imperiais em outubro de 1504. Aguarela.

Logo que o duque Jorge morreu, em 1503, e alegando a existência do acordo, o duque Alberto IV da Baviera-Munique contestou a sucessão de Isabel, originando o início da guerra. No decurso dos dois anos de conflito, muitas aldeias à volta de Landshut foram reduzidas a cinzas, caso de Ergolding.
En 1504, o conde palatino do Reno Filipe I, cujo filho mais novo (Ruperto) casara com Isabel da Baviera-Landshut, entra na guerra ao lado do filho e da nora e a guerra estende-se, então, ao Alto-Palatinado.
A superioridade numérica de Alberto IV era notória, e com a morte de Isabel e do seu marido Ruperto, Conde Palatino do Reno, a guerra terminou em 1505.
O imperador acaba por dar razão a Alberto e a Baviera-Landshut é desmembrada. Alberto IV irá reinar sobre a Baviera, unificada pela primeira vez desde os tempos de Luís IV. Uma decisão final por arbitragem  é atribuída ao imperador Maximiliano I, sobrinho do duque Alberto IV.

## Fim do conflito

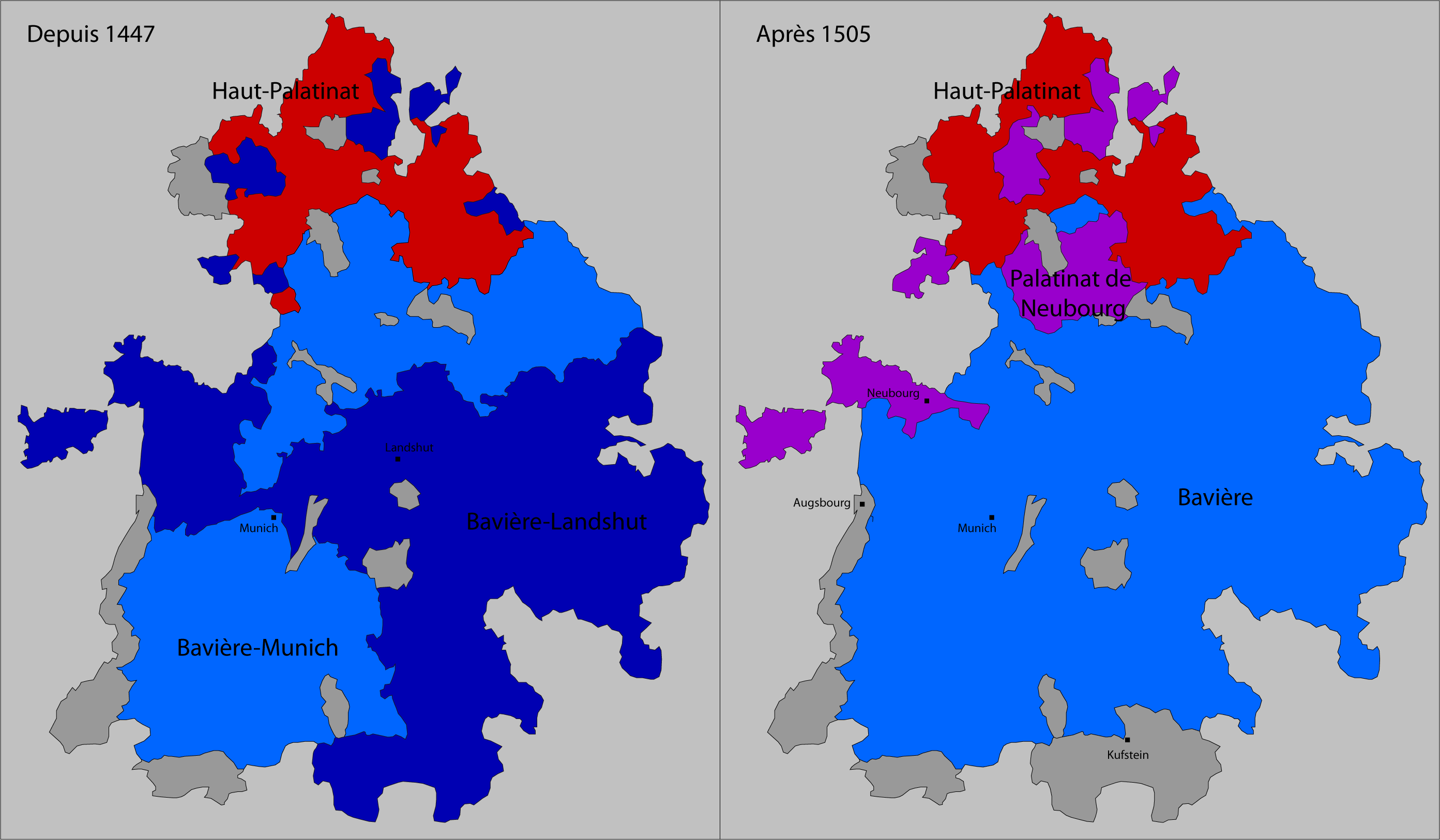
Modificações territoriais na Baviera na sequência da Guerra de sucessão de Landshut (1503-1505).

Assim, a 30 de julho de 1505, na Dieta Imperial de Colónia foi decidido a repartição de territórios:
- os dois filhos de Isabel (netos de Jorge da Baviera-Landshut), Otão Henrique e Filipe, retinham  os territórios a norte do Danúbio, que passavam a constituir um novo estado, chamado Palatinado-Neuburgo (Junge Pfalz),[1] numa região fragmentada que ía do Alto-Danúbio, passando pela Francónia e até à zona norte do Alto Palatinado. Neuburgo do Danúbio foi escolhida como capital do novo estado. Dado que os dois herdeiros eram menores, o seu tio, Frederico II, Conde Palatino do Reno, exerceria a regência;

- o restante território da Baviera-Landshut seria integrado na Baviera-Munique.

- o imperador ficaria com os territórios à volta de Kufstein para si próprio como recompensa pela sua mediação;

- a cidade imperial de Nuremberga ganhou também importantes territórios a leste da cidade, incluindo Lauf, Hersbruck, e Altdorf.

## O pós-guerra
Como Conde Palatino, Otão-Henrique gastou grandes somas de dinheiro na construção de um palácio na sua nova capital, Neuburgo do Danúbio. Por herança, ele também veio a tornar-se, mais tarde, Eleitor Palatino (no Reno). Aí, empreendeu também importantes construções, nomeadamente no Castelo de Heidelberga (Ottheinrichsbau) fazendo dele um dos mais importante patronos da arquitetura Renascentista alemã.